# Лесостепная зона Украины

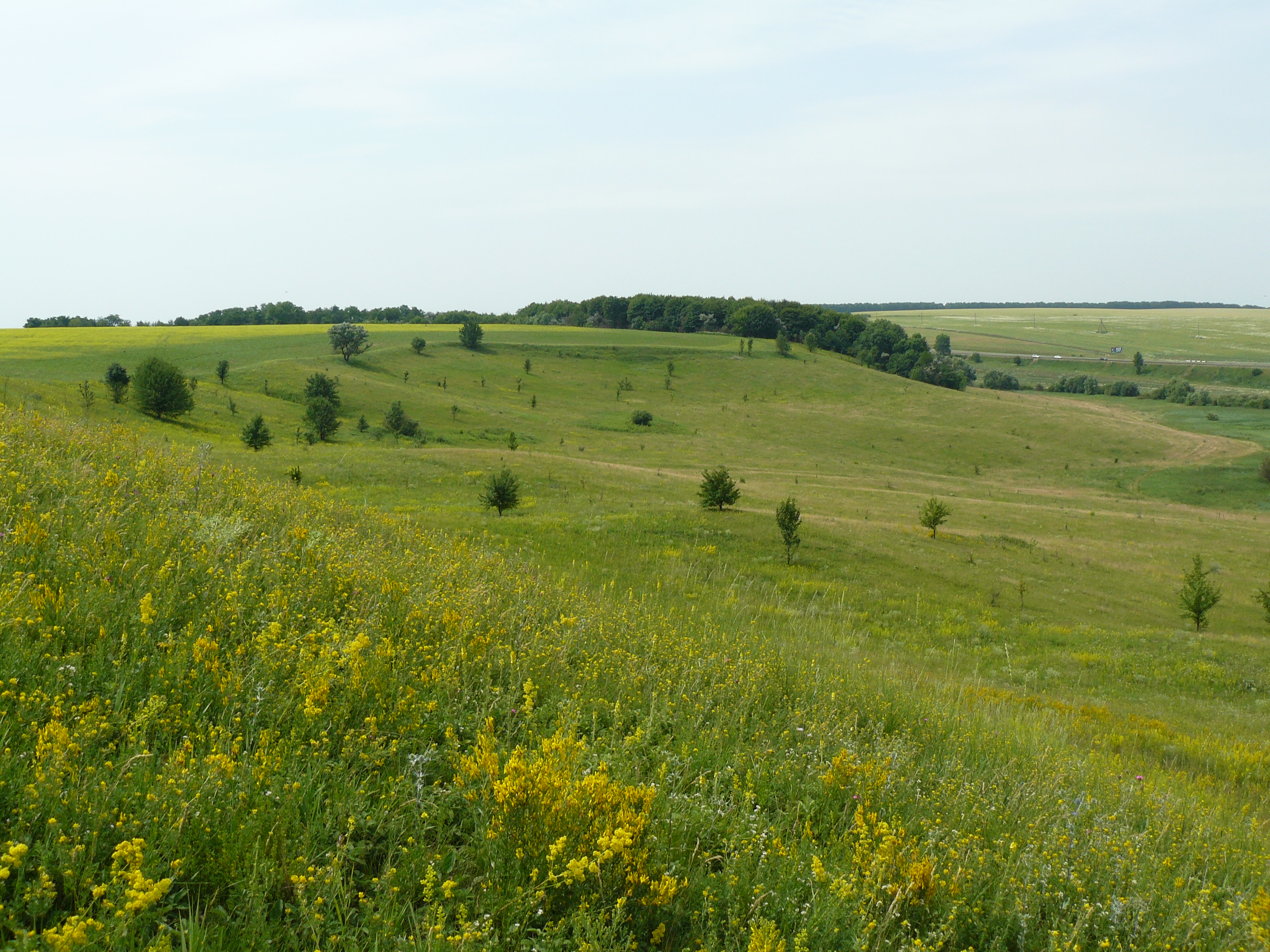
Участок луговой степи, Киевская область

Лесостепная зона Украины (укр. Український лісостеп) — участок европейской части природной зоны лесостепи в пределах Украины. Широкая полоса лесостепи простирается с юго-запада от границы с Молдавией на северо-восток до границы с Россией через центральную часть страны (25-31% процента территории, 202 тыс. км²) от Предкарпатья до западных отрогов Среднерусской возвышенности на расстояние почти 1100 км.
Ярко выраженных границ зона не имеет, так как степные участки вклиниваются островами в лесную зону, а леса отдельными массивами заходят в зону степей.
Северная граница лесостепи совпадает с южной границей зоны смешанных лесов и извилистая; прослеживается по сплошному распространению северо-лесостепных ландшафтов, индикаторами которых служат серые лесные почвы, оподзоленные чернозёмы, сформировавшиеся на лёссовых породах.
Южная граница проходит вдоль линии Подольск — Кропивницкий — Кременчуг — Красноград — Изюм — Волчанск.
Лесостепная зона Украины включает Тернопольскую, Хмельницкую, Винницкую, Черкасскую, Полтавскую и Харьковскую области;
южную половину Львовской, Волынской, Ровенской, Житомирской, Киевской, Черниговской,
большую часть Сумской,
северные части Одесской, Кировоградской,
частично Ивано-Франковскую и Черновицкую области.

## Рельеф
Лесостепная зона занимает территорию, на которой преобладают возвышенности: с запада на восток сменяют друг друга Расточье, Подольская, Волынская, Приднепровская и Среднерусская возвышенности. Платообразные поверхности возвышенностей чередуются с окраины возвышенностей сильно расчленены оврагами и балками. Низменности занимают небольшие территории на Левобережье (Приднепровская низменность). Высоты поверхности колеблются от 100 до 471 м (гора Камула).
В целом поверхность с запада и востока наклонена к Днепру; абсолютные высоты изменяются от 380 м на Подольской возвышенности и 230 м на Среднерусской возвышенности до 50 м у русла Днепра.
Характерным признаком пейзажа являются высокие правые берега рек, сильно расчленённые оврагами, и низкие левые берега с террасами. Поймы рек и низкие террасы нередко заболочены, высокие террасы занимают поля и населенные пункты.

## Геология
В пределах лесостепи находятся залежи бурого угля (Днепровский бассейн), нефти и природного газа (Днепровско-Донецкая нефтегазоносная область), природных строительных материалов (гипс, известняк, каолин, мергель, песок). В местах выхода на поверхность пород Украинского щита есть месторождения мрамора, лабрадоритов, доломитов, графита, горючих сланцев, а в болотах — янтаря.

## Климат
Климат в лесостепной зоне умеренно континентальный, его континентальность увеличивается в восточном направлении. Тёплое лето и умеренно холодная зима. Средняя температура января составляет на западе −4 °C, на востоке −8 °C, а июля − соответственно, +16 и +22 °C. Осадков выпадает меньше, чем в зоне смешанных лесов, но больше, чем в степях. Количество осадков изменяется в восточном направлении от 600 до 500 мм, но почти столько же воды испаряется; увлажнение достаточное. В отдельные годы в лесостепной зоне, особенно в её южной части, бывают засухи.
Южная граница лесостепи почти совпадает с «осью Воейкова», южнее которой преобладает антициклональная погода и существенно снижается количество осадков, и изолинией коэффициента увлажнения 0,6. На водоразделах эта граница также соответствует распространению на юг дубовых лесов.

## Гидрология
В лесостепной зоне густая речная сеть. Это — Днепр, Южный Буг и Днестр с притоками. Все реки имеют долины с асимметричными берегами и медленные течения. В месте пересечения твердых пород Украинского щита, где выходы гранитов перегораживают русла Южного Буга и Горного Тикича, образуются пороги. Они имеют смешанное питание и наиболее полноводны весной и в июне. На Днестре, который начинается в горах, нередко бывают половодья и паводки. Судоходным является Днепр. В прошлые времена судоходство было возможным и на его левых притоках — таких, как Сула, Псёл, Ворскла. Но из-за уничтожения лесов в их долинах они сильно обмелели. Правые притоки Днепра Рось и Тясмин также маловодные.
Озёр в лесостепи мало. Они находятся в поймах крупных левых притоков Днепра. Многочисленные озера-старицы, которые когда-то были в пойме самого Днепра, залиты водами Каневского и Кременчугского водохранилищ. Нехватка природных водоемов компенсируется прудами, которые созданы у многих населенных пунктов.

## Почва
В почвенном покрове лесостепи преобладают различные виды чернозёма (типичные и оподзоленные) и серые лесные почвы, сформировавшиеся на лёссах или лёссовидных суглинках. В низменностях распространены луговые и лугово-чернозёмные почвы, местами — торфяные. Уровень плодородия почв высокий в средней и восточной частях зоны.
Южная граница лесостепи почти совпадает с переходом типичных чернозёмов в чернозёмы обыкновенные.(Почва плодородная)

## Растительность
Растительность представлена лесными и степными видами. Лесистость территории наибольшая в западной части; там она достигает 15 % (средняя лесистость — 12,5 %). Леса сохранились в долинах рек и междуречьях. Они растут на серых лесных почвах и деградированных чернозёмах (в них уменьшилось содержание гумуса, и они стали менее плодородными), которые ранее были под степями, а потом заросли деревьями. Лесообразующими породами зоны являются дуб, граб, бук, клён, липа. В поймах рек растут вяз, ольха, ива. На песчаных берегах Днепра, Южного Буга и Северского Донца, куда доходил язык древнего ледника, островками растут сосновые леса. В широких балках распространены байрачные леса, в которых растут дуб, граб, клен, липа, лещина, брусника.
К лесным массивам непосредственно прилегает степь, однако она не занимает больших площадей, так как её изменили агроценозы. Почти все участки распаханы и заняты различными сельскохозяйственными культурами (пшеница, ячмень, овёс, гречка, сахарная свекла, картофель, овощные культуры и другие). Степная природная растительность (разнотравье) сохранилась на склонах балок и по берегам рек. Довольно большие площади в лесостепи заняты лугами. Сухопутные луга находятся на водоразделах рек и их склонам. Там растут горицвет, ветреница, клевер, мятлик, костёр, ковыль, вероника колосистая, лабазник (таволга), зверобой. Это преимущественно многолетние растения, из корней и стеблей которых образуется дернина. Низменные луга лежат в низинах, где близко к поверхности залегают грунтовые воды. Они имеют богатый травяной покров. На пойменных лугах растут осока, рогоз, стрелолист, калужница, цикута. На водоемах растут кубышки жёлтые, кувшинка белая, папоротник водяной.

## Животный мир
Животный мир зоны представлен лесными и степными видами. Здесь живут дикие кабаны, серны, олени, зайцы, белки, куницы, хорьки, полевки, лисы, ужи, много птиц: дятлы, совы, жаворонки, аисты, куропатки, дрозды, гусь серый, иволга, степной журавль, зяблик, горлица и др.

## Антропогенное воздействие
Территория лесостепи освоена с древнейших времен (IV—II тысячелетия до н. э.), поскольку здесь были лучшие условия для жизни людей. Лес давал людям убежище от врагов, материал для строительства и топливо, а свободные от леса участки можно было легко использовать для земледелия и скотоводства. В XVII—XVIII веках значительно увеличилось количество поселений, поэтому большие площади лесов были вырублены. Введение трехпольной системы пахотного земледелия привело к истощению почв, поэтому их начинают удобрять навозом. В XIX—XX веках на ландшафтах сказалось увеличение населения поселений, развитие транспорта, ремесел и промышленности.
Первичные леса и луговые степи сохранились мало. Залесенность зоны составляет в среднем 12,5 %. Пахотные земли занимают около 70−80 % площади сельскохозяйственных угодий. Здесь при УССР преобладали посевы озимой пшеницы и сахарной свеклы, сейчас — пшеницы, подсолнечника и рапса.
Почти все природные степные участки были превращены в поля и сады. Богатейшие леса в верховьях Сулы, Ворсклы, Псла, о которых упоминается в исторических источниках XVII века, уничтожены.

### Природно-заповедный фонд
С целью охраны природных комплексов, ландшафтов и экосистем, имеющих высокие природоохранную, рекреационную, эстетическую и другие ценности, в пределах лесостепной зоны Украины создан ряд природных заповедников, национальных природных парков, биосферных резерватов, ландшафтных парков, заказников, заповедных урочищ и памятников природы.

#### Природные заповедники
1. Каневский природный заповедник (Черкасская область), основанный в 1923 году. Один из старейших на Украине. Он охватывает часть оврага и холма на правом берегу Днепра и днепровские острова. Важными объектами заповедника являются геологические образования, грабовый лес и Чернеча гора (100 м над Днепром), где был перезахоронен Тарас Шевченко.
2. Природный заповедник «Медоборы» (Тернопольская область), основанный в 1990 году.
3. Природный заповедник «Расточье» (Львовская область), основанный в 1984 году.
4. Природный заповедник «Михайловская Целина» (Сумская область), основанный в 2009 году.

#### Национальные природные парки
1. Галицкий национальный природный парк (Ивано-Франковская область), основанный в 2004 году.
2. Национальный природный парк «Днестровский каньон» (Тернопольская область), основанный в 2010 году.
3. Национальный природный парк «Кременецкие горы» (Тернопольская область), основанный в 2009 году.
4. Национальный природный парк «Подольские Товтры» (Хмельницкая область), основанный в 1999 году.
5. Хотинский национальный природный парк (Черновицкая область), основанный в 2010 году.
6. Яворовский национальный природный парк (Львовская область), основанный в 1998 году.

#### Биосферные резерваты
Биосферный резерват «Расточье» (Львовская область), объединяет Яворовский национальный природный парк, природный заповедник «Расточье» и ландшафтный парк «Равское Расточье».

## Биогеографическое деление
Вследствие неодинаковой высоты поверхности, заметных различий в климате, почвах и растительном мире в различных частях зоны выделяют физико-географические провинции:
- Западноукраинскую — широколиственных лесов;
- Днестровско-Днепровскую — лесостепных и лучно-степных возвышенных ландшафтов;
- Левобережно-Днепровскую — лесостепных и лучно-степных низменных ландшафтов;
- Среднерусскую — лесостепных возвышенностей.